# 二枚橋衛生組合
座標: 北緯35度41分12.1秒 東経139度31分20.5秒 / 北緯35.686694度 東経139.522361度

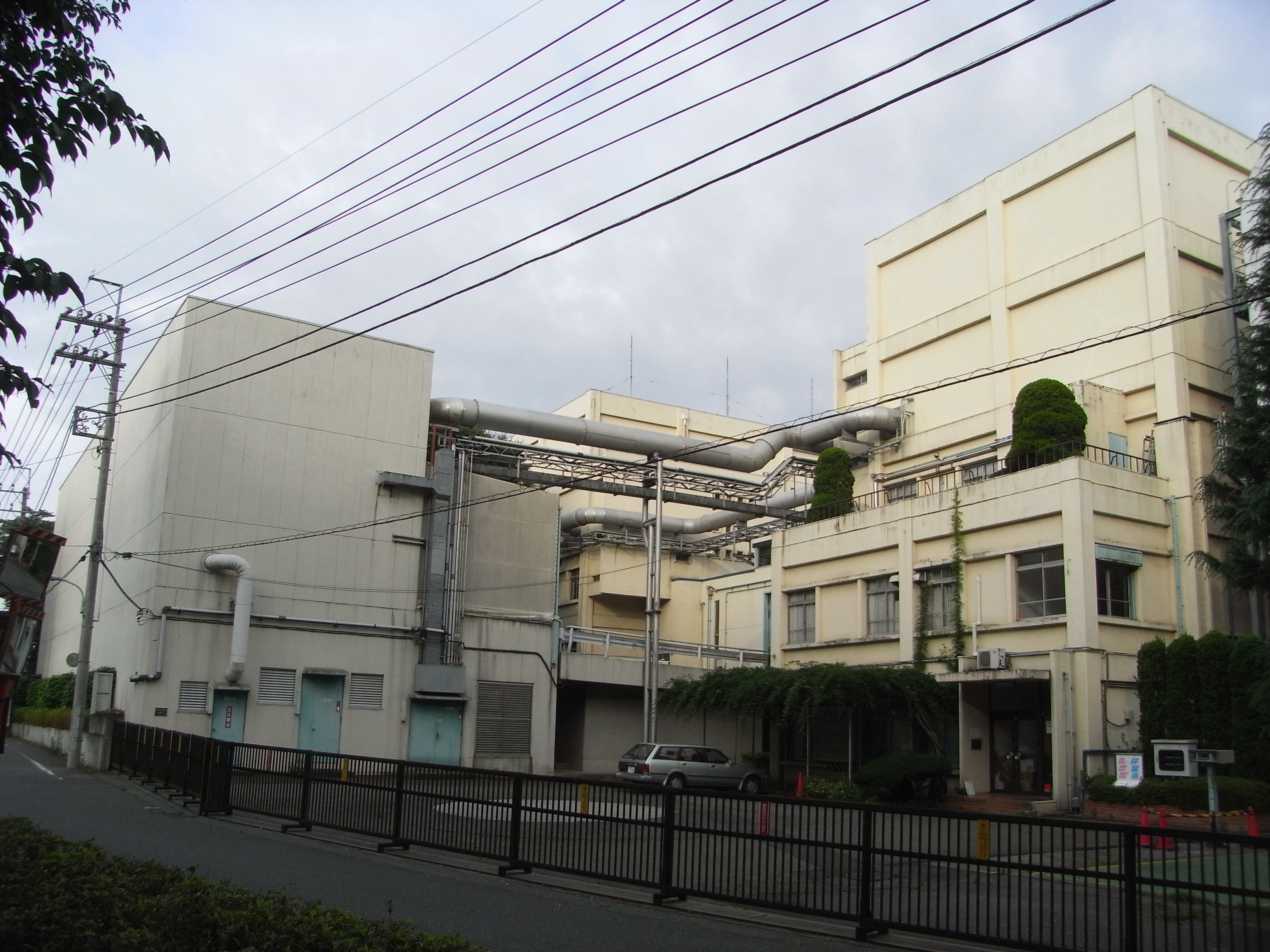
二枚橋焼却場

二枚橋衛生組合（にまいばしえいせいくみあい）は、東京都調布市、府中市、小金井市の3市から排出される可燃ごみの焼却処理を目的とし、かつて設置されていた一部事務組合。1957年2月に設立、2010年3月に解散。調布市野水2丁目1番地1に可燃ごみ処理場「二枚橋焼却場」を運営していた。

## 概要
本組合が運営していた二枚橋焼却場は、3市の市域にまたがっており、長らく3市の可燃ゴミを処理してきた。1984年に施設の劣化により建て替えを検討したが、二枚橋の用地では200t程度と増大するゴミを処分することは困難であった。また翌1985年には建て替え計画に対し、二枚橋周辺の小金井市民グループからの反対運動が起こった。
東京都からの移設調停案に対しても、小金井市側からの反対があり合意が得られなかったため、2004年には二枚橋焼却場の建て替え計画を断念し、施設を廃止して土地を各市に返却した上で組合を解散することが決定された。2007年3月31日に処理を停止し、残務処理の後に本組合は解散された。

### 二枚橋焼却場
所在地は調布市野水2丁目1番地1。都立野川公園（東京都調布市・小金井市・三鷹市）、野川、西武多摩川線を挟んで、都立武蔵野公園に接する。施設再建が中止され解体されることになった後は、2009年4月に保育園（私立やまびこ保育園）が当地へ移転開園し、道路を挟んで接するようになった。
跡地のうち調布市が所有する土地には「調布市クリーンセンター」が建設され、2018年（平成30年）12月17日に竣工。深大寺東町にあったクリーンセンターを移転し、2019年（平成31年）4月より本格稼働を開始。粗大ごみ処理とリサイクル資源（古紙・古布・ガラス瓶・空き缶）の収集選別を行っている。

### 年表
- 1957年2月：二枚橋衛生組合設立。
- 1984年：二枚橋焼却場の老朽化により建て替え計画策定。
- 1985年：二枚橋周辺の小金井市民グループから、建て替え案に対する反対運動が起こる[2]。
- 1999年：三鷹市と調布市で構成する一部事務組合「ふじみ衛生組合」で、新ごみ処理場「ふじみ衛生組合新ごみ処理施設」（仮称、のちの「クリーンセンターふじみ」）建設に関する「覚書」が交わされる[4]。
- 1999年4月：府中市が多摩川衛生組合に加入[5]。
- 2004年11月：建て替え計画断念。各市はそれぞれ二枚橋焼却場以外でごみ処理をし、当組合を解散することを決定[6]。
- 2006年8月：調布市が三鷹市と「ふじみ衛生組合」で可燃ごみ処理を行うことを決定[7]。
- 2007年3月：二枚橋焼却場の処理を停止。
- 2010年3月：残務処理が終わり組合解散[1]。
- 2013年4月：ふじみ衛生組合の新ごみ処理場「クリーンプラザふじみ」本格稼働開始[8]。
- 2018年12月17日：二枚橋焼却場の跡地に「調布市クリーンセンター」竣工[3]。
- 2019年4月：「調布市クリーンセンター」本格稼働開始[3]。

### 廃止後の対応
廃止後の各市は次のように対応することとなったが、対応は3市でそれぞれ異なるものであった。
- 調布市は、既存のふじみ衛生組合において可燃ごみ処理を行う方向で協議し、三鷹市 と可燃ごみの共同処理を行う[7]。
- 府中市は、既存の多摩川衛生組合に新規加入し、二枚橋衛生組合以外で共同処理を行うこととする。
- 小金井市は、新たな地方公共団体と共同処理の方向を探り、2015年に日野市、国分寺市と浅川清流環境組合を設立、2020年稼働開始。

### 現況
現在の各市におけるごみ処理の状況は以下のとおりである。
調布市
- ふじみ衛生組合[9][8] - 三鷹市、調布市
- 1960年（昭和35年）1月19日設立[7]。当初はし尿処理場の共同化を目的に設立された[7]。
- 1988年（昭和63年）3月31日に組合規約を一部改正[7]。し尿処理の共同処理を廃止、可燃ごみを除くごみ共同処理を行うこととする[7]。
- 2006年（平成18年）8月18日に組合規約を一部改正[7]。二枚橋衛生組合の解散決定に伴い、可燃ごみを含めた共同処理を行うこととする[7]。
- これに伴い、処理施設「クリーンプラザふじみ」を、三鷹市との市境付近の東八道路沿い（調布市深大寺東町7丁目50番地30）に新設した[10]。
- 二枚橋焼却場の跡地（調布市野水2丁目1番地1）に、2018年（平成30年）12月17日「調布市クリーンセンター」が竣工した[3]。深大寺東町にあったクリーンセンターを移転し、翌2019年（平成31年）4月より本格稼働開始[3]。

府中市
- 多摩川衛生組合[11] - 狛江市 、稲城市 、府中市、国立市[5]
- 稲城市大丸の多摩川沿いに、処理施設「クリーンセンター多摩川」がある[12]。
- 1963年（昭和38年）9月、狛江町（現：狛江市）と多摩村（現：多摩市）により「狛江・多摩衛生組合」として設立[5]。
- 1964年（昭和39年）8月、稲城町（現：稲城市）が加入し「多摩川衛生組合」と改称。
- 1993年（平成5年）に多摩市が脱退[5]、多摩市唐木田の尾根幹線道路沿いに「多摩ニュータウン環境組合[13] 」を設立（多摩市全域と、八王子市および町田市内の多摩ニュータウン地域により構成[14]）。
- 同1993年4月、府中市が加入[5]。
- 1999年（平成11年）4月、国立市が加入[5]。現在の4市体制となる[5]。

小金井市
- 浅川清流環境組合[15] - 日野市、国分寺市 、小金井市
- 2015年（平成27年）設立。
- 稼働中の日野市の施設「日野市クリーンセンター[16] 」（日野市石田）の敷地内に建て替えの形で、3市合同の可燃ごみ処理施設を建設。2020年（令和2年）4月1日より本格稼働開始[17]。
- なお国分寺市は1市単独で、国分寺市西恋ヶ窪に「国分寺市清掃センター[18]」を稼働し、小金井市のゴミも受け入れている。

## 小金井市ごみ問題の発生
小金井市は当初ジャノメミシン小金井工場跡地に新たな焼却場の建設を計画したが、市民の反対で頓挫した。そこで国分寺市と新たに一部事務組合を設置した上で、2010年に二枚橋焼却場跡地に新しい清掃工場の建設を決定した。
しかし、既に焼却場跡地と周辺地の転用先を決定していた調布・府中の2市から難色を示され、用地買収を断念した。特に府中市は焼却場跡地の隣接地に保育園の建設を決定していたことから、健康被害を理由とする反対の声も大きかった。そうした状況を受けて、先述したジャノメミシン工場跡地に建設する案が再検討されていたが、他自治体との計画も順調に行かないままの状況を打開できないため、ひとまず周辺の自治体に可燃ごみ受け入れを委託してしのいでいた。
しかし、2011年4月に市長に就任した佐藤和雄の「他市へのゴミ処理委託費用が無駄である」とする選挙期間中の発言が問題視され、周辺自治体からごみ受け入れを拒否されるに至り、11月には辞任に追い込まれた。この問題は「第2の東京ゴミ戦争」と呼ばれた。
小金井市のゴミを受け入れるにあたり、ふじみ衛生組合周辺の調布市民からも「小金井市には振り回されてきた」「住民感情として納得できない」「自分たちの環境は自分たちで責任を持つということを考えてほしい」と厳しい意見が上がっている。
また紆余曲折を経て、2015年には浅川清流環境組合を設立するに至ったものの、日野市1市で単独処理し「ごみ改革」をしてゴミを減らしてきた日野市の住民としては、小金井市のごみを「押しつけられた」形になったため、日野市民の中からは反対運動も起きていた。

## 資料
- 小金井市の課題 やっぱり気になるごみ問題 市民財政白書ネットワーク
- 小金井市のゴミ問題はそれからどうなったのか 2016年03月11日、Timesteps
- 小金井市の可燃ごみ広域支援体制の協議について 2016年8月22日、第47回ふじみ衛生組合地元協議会会議録 (PDF)
- 議員提出議案 第１号「二枚橋衛生組合の解散に伴う跡地利用に関する決議」 調布市議　大須賀ひろすけブログ - 多摩の地域ブログたまりば
- 小金井東部の環境をよくする会 - 小金井市民による二枚橋処理場建設反対運動
- ごみ問題・監査請求をすすめる会 - 日野市民による浅川清流環境組合設立反対運動